# Hermann Edler von Zeissl
Hermann Edler von Zeissl (in ceco: Čtyřicet Lánů, Svitavy-Lány; Moravia, 22 settembre 1817 – Vienna, 23 settembre 1884) è stato un dermatologo e medico austriaco.

## Biografia
Zeissl ha ricevuto il dottorato in medicina presso l'Università di Vienna e dal 1846 lavorò come assistente medico negli ospedali chirurgici e dermatologici dell'università. Nel 1861 divenne professore associato a Vienna e nel 1869 fu nominato professore e capo medico del secondo dipartimento specializzato in sifilide presso l'ospedale generale Vienna. Durante la sua carriera, era autore di molte malattie riguardanti la pelle e la sifilide.

## Opere principali
- Compendium der Pathologie und Therapie der primär-syphilitischen und einfach venerischen Krankheiten (Wien, 1850).
- Lehrbuch der constitutionellen Syphilis für Aerzte und Hörer der Medicin (Erlangen, 1864).
  - 2ª edizione, riveduta e ampliata: Lehrbuch der Syphilis und der mit dieser verwandten örtlichen venerischen Krankheiten (2 volumi, Erlangen 1871/72).
- Grundriss der Pathologie und Therapie der Syphilis (Stuttgart, 1876) – Tradotto in inglese e pubblicato nel 1886 come: Outlines of the Pathology and Treatment of Syphilis and Allied Venereal Diseases.